# Vinho suave
Vinho suave é uma classificação de vinho aplicado às bebidas que possuem mais de 20 gramas de açúcar por litro. Um vinho suave pode ser tanto tinto quanto branco.
O vinho suave tem uma dose grande de açúcar residual, pois é feita adição de açúcar, assim o açúcar que não é consumido durante a fermentação se acumula no vinho.